# Fiki (Sänger)

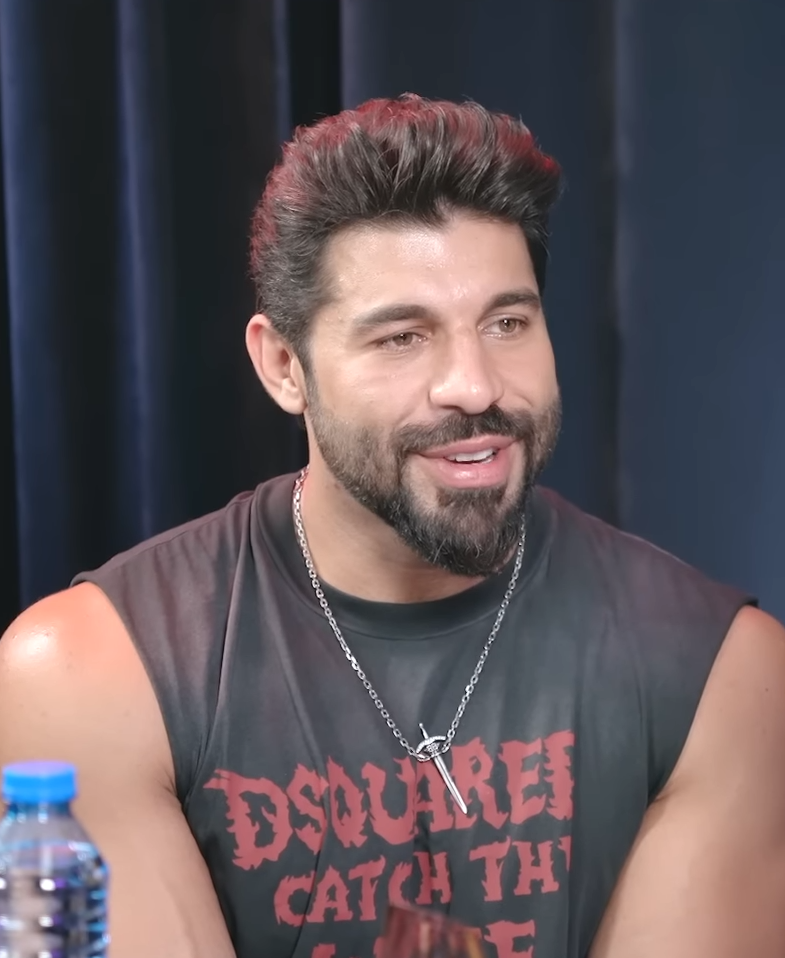
Fiki (2024)

Fikret Tuncher Fikret (bulgarisch Фикрет Тунчер Фикрет; * 3. März 1995 in Schumen), bekannt unter seinem Künstlernamen Fiki, ist ein bulgarischer Popfolk-Sänger türkischer Herkunft.

## Leben und Karriere
Sein Vater ist der bekannte Sänger Toni Storaro und sein kleinerer Bruder ist ebenfalls als Sänger tätig unter dem Namen Emrah Storaro.
Seine Musikkarriere begann im Jahr 2013. Drei Jahre später erschien das erste Album Is this Love.
Im Jahr 2022 erschien der bekannte Song Чупки В Кръста. Ein Jahr später veröffentlichte er die Single Sprechen Sie Deutsch?.
In seiner bisherigen Musikkarriere hat er mit bekannten bulgarischen Künstlern wie Azis, Andrea, Preslawa, Marija, Sofi Marinowa, Galena oder Desi Slava zusammengearbeitet.

## Diskografie

### Alben
- 2016: Is this love

### Singles
| - 2013: Kazhi mi kato mazh (mit Toni Storaro) - 2013: Bozhe, prosti (mit Galena) - 2013: Koy (mit Galena) - 2014: Gore-dolu (mit Preslawa; Original: Tony Gatlif, Beata Palya, Sandu Ciorba – Tchiki Tchiki) - 2014: Беше обич - 2014: Страх ме е (mit Tsvetelina Yaneva) - 2015: Мой до край (mit Kristiana) - 2015: Bum - 2015: Железен - 2015: Sex Za Den (mit Andrea) - 2015: С теб или с никой (mit Preslawa) - 2016: S drug me barkash (mit Galena) - 2016: Барселона (mit Vanya) - 2016: Mrasni dumi govori (mit Azis & Marija) - 2017: Пате - 2017: Моята жена (mit Toni Storaro & Ustata ; Original: Super Sako & Hayko – Mi Gna) - 2018: Blokiran (mit Azis) - 2018: Da Vdignem Shum (mit Desi Slava ; Original: Hajde luj qyqek) - 2019: Хайде, слънце - 2019: Ще те закарам - 2019: Не ме оставяй (mit Tsvetelina Yaneva) - 2019: Една любов (mit Roksana) - 2019: Ламборгини (mit Galena) - 2020: На Всичките В Устата (mit Emilia) | - 2021: Не ти прощавам - 2021: Alarma (mit Costi & Culita Sterp) - 2021: Къде съм аз, къде си ти - 2021: Такива сме, каквито сме (mit Esil Duran) - 2022: Дай ми знак - 2022: Забравяй ме (mit Tita) - 2022: Отпусни Се - 2022: Чупки В Кръста - 2022: Любовта Е Гадно Нещо (mit Emrah Storaro ; Original: Ersay Üner – İki Aşık) - 2023: Vamos, Vamos - 2023: Espanola Baby (mit Emrah & Toni Storaro & Niki) - 2023: Вземи Се Стегни - 2023: Гласът на София (mit Sofi Marinowa) - 2023: Sprechen Sie Deutsch? (mit Biser King) - 2024: Майко - 2024: Казах "Нe" (mit Azis) - 2024: Цвето (mit Azis) - 2024: Chipi Chipi - 2024: Пали, Пали - 2024: Не Ме Мисли (mit Roksana) - 2024: Lambo, Bate - 2024: Zhivot Moy (mit Galena; Original: Ebru Yaşar & Burak Bulut – Kehribar) - 2024: Рупе Рупе (mit Danna & Tomas) - 2024: Çok Güzel |

Quelle: